# Yannick Simbron
Yannick Simbron (1938-2008) est un syndicaliste enseignant français, secrétaire national du Syndicat national des instituteurs, puis secrétaire général de la FEN entre 1987 et 1991.
Yannick Simbron est né le 2 juin 1938 à Nantes. Titulaire du seul baccalauréat, il devient instituteur à 20 ans. Il s'engage au Syndicat national des instituteurs et aux jeunesses socialistes. Il meurt le 15 avril 2008.

## L'ascension d'un militant
Il entre au bureau national du SNI en 1970 (SNI-PEGC à partir de 1976) avant d'en intégrer le secrétariat national en 1974 où il assume successivement la responsabilité de plusieurs secteurs (enfance handicapée, puis de l’organisation interne, puis des revendications «éducation nationale»). Il se fait remarquer par un sens réel de la formule marqué par un humour parfois ravageur pour ses contradicteurs et, surtout, un don de tribun capable de galvaniser les militants. C'est comme responsable revendicatif du Syndicat qu'il participe à la négociation sur la revalorisation du métier d'instituteur avec Pierre Mauroy, après l'échec des discussions menées de 1979-1980 avec le gouvernement Barre. En 1982, il intègre l'Exécutif national de la FEN tout en conservant ses responsabilités au SNI-PEGC. En 1984, il passe au secrétariat national de la Fédération de l'Éducation nationale où il est chargé des questions économiques dans l'équipe qu'anime Jacques Pommatau depuis 1982 et la perspective d'assurer sa succession.

## Secrétaire général de la FEN

### Le projet d'«École de l'An 2000» (La Rochelle, 1988)
Le 22 septembre 1987, Yannick Simbron devient secrétaire général de la FEN. À ce poste, il tente de réformer l'organisation. Dès février 1988 au congrès de La Rochelle, il lance le slogan «Travailler autrement» destiné à redéfinir les conditions de travail des personnels d'éducation. Le projet L'École de l'an 2000, finalisé dans le cadre du congrès après un intense travail préparatoire sous la responsabilité du secrétaire national «Éducation» Jean-Yves Cerfontaine, est la réflexion d'ensemble la plus considérable conduite par la Fédération depuis l'élaboration en 1973, du projet d'École de l'éducation permanente. Il y intègre une approche originale sur les familles de métiers, entend valoriser le rôle et les missions assumées par ceux que l'on nomme encore négativement «les non-enseignants» et acte, dans la FEN, la notion de «corps comparables» pour les enseignants. Il prend également en compte l'évolution des qualifications et, en particulier, la création du baccalauréat professionnel en 1985 par Roland Carraz, secrétaire d'État à l'Enseignement technique de Jean-Pierre Chevènement, que la FEN a porté et soutenu à la fois malgré l'opposition interne virulente du SNES et de la tendance Unité & Action de la FEN, majoritaire au SNES.
La majorité de la FEN mesure à la fois la nécessité de faire évoluer profondément le système éducatif, pour une plus grande efficacité et une plus grande justice sociale, en assumant parallèlement sa mission traditionnelle pour la reconnaissance des métiers qu'elle regroupe, en particulier les enseignants en attente forte de revalorisation. Elle a fait le constat que les milliers de création de postes obtenues après 1981 n'ont pas suffi par elles-mêmes, même en améliorant les conditions de travail des élèves et des maîtres, de modifier sensiblement les pratiques et les structures. Après la parenthèse Chirac-Monory de 1986-1988 qui s'est traduite par de violentes attaques visant directement la FEN qu'explique la virulence du combat laïque des années 1981-1984, l'objectif était aussi, dans la perspective de l'élection présidentielle, de passer un accord gagnant-gagnant avec le premier parti d'opposition pour inscrire la revalorisation des personnels dans un contexte de transformation démocratique du système éducatif. Un certain nombre de contacts avaient alors été pris avec Laurent Fabius, alors secrétaire national du PS chargé de l'éducation. Cette logique sera ignorée par Lionel Jospin  devenu ministre de l'Éducation nationale en 1988 qui s'en tient, en 1988-1989, à la seule revalorisation des enseignants.

### De la tentative de rénovation syndicale à l'éviction
Yannick Simbron cherche également à moderniser le fonctionnement de la fédération, mais aussi à donner un nouvel élan au syndicalisme. Le 5 janvier 1990, dans une tribune du Monde, il lance l'idée de créer une grande organisation réformiste réunissant la FEN, la CFDT, FO et des syndicats autonomes, qui reste sans lendemain faute de partenaires syndicaux désireux d'avancer.[réf. nécessaire]
Début 1991, au congrès de Clermont-Ferrand, il n'est réélu que de justesse au moment où le congrès a mandaté la FEN pour engager des réformes de structure. Yannick Simbron, alors que la fracture s'accroît de plus en plus sensiblement entre la majorité de la FEN, d'une part, et, d'autre part, sa principale minorité «Unité-Action» et les syndicats qu'elle contrôle (notamment le SNES et le SNEP), semble peu enclin à assumer la rupture et considère, de fait, qu'une «cogestion» de la FEN est possible, dès lors que le mur de Berlin, et avec lui le modèle communiste, se sont effondrés. Il considérait dès lors que le courant Unité-Action serait amené à évoluer, analyse non partagée dans de vastes secteurs de la majorité et notamment dans l'équipe dirigeante de son syndicat d'origine, le SNI-PEGC, mais aussi au sein de secrétariat de la FEN.
Cette situation conduit à ce que s'installe, comme l'indiquera le communiqué ultérieur de la FEN, «des incompréhensions et une crise de confiance» entre la majorité des responsables UID de la FEN et lui. il est contraint à la démission à l'issue d'une réunion de l'Exécutif national (composé de militants majoritaires) le 10 juin 1991 et son successeur Guy Le Néouannic est officiellement désigné par le Bureau national de la FEN le 15 juin 1990.

## Après la FEN
De 1991 à 1998, il exerce les fonctions  de directeur du Bureau de Paris du Bureau International du Travail (BIT).
Il milite également dans de nombreuses associations dont le  Groupement des retraités éducateurs sans frontières (devenu ensuite le Groupement d'Éducateurs sans Frontières ou GREF) dont il assure la présidence, le Comité français pour la Marche mondiale contre le travail des enfants et Solidarité laïque.
Toujours syndiqué, Il assiste, en tant qu'ancien secrétaire général invité, au congrès de Bordeaux de l'UNSA Éducation qui a eu lieu du 26 au 28 mars 2008. Il meurt le 15 avril 2008 d'une hémorragie cérébrale.

## Distinction
Yannick Simbron avait été fait chevalier de la Légion d'Honneur le 8 avril 1998.